# Zacharias Dase
Johann Martin Zacharias Dase (Hamburgo, 23 de junho de 1824 – Hamburgo, 11 de setembro de 1861) foi um prodígio em cálculos alemão.
Desde tenra idade frequentou a escola em Hamburgo, e mais tarde admitiu que sua instrução tinha pouca influência sobre si. Usou bastante de seu tempo jogando dominó, e sugeriu que isto teve um grande significado no desenvolvimento de suas faculdades calculadoras. Dase sofreu de epilepsia desdde a infância durante toda sua vida.
Com 15 anos de idade começou a viajar extensivamente, apresentando-se na Alemanha, Áustria e Inglaterra. Entre seus feitos mais impressionantes, operou 79532853 × 93758479 em 54 segundos. Multiplicou dois números de 20 dígitos em 6 minutos; dois números de 40 dígitos em 40 minutos; e dois números de 100 dígitos em 8 horas e 45 minutos. O matemático Carl Friedrich Gauss comentou que alguém qualificado poderia ter feito o cálculo de 100 dígitos em cerca de metade deste tempo com lápis e papel.
Estes "espetáculos" não lhe rendiam dinheiro suficiente, o que o levou a procurar outras fontes de renda. Em 1844 trabalhou do Departamento Ferroviário de Viena, mas não permaneceu no cargo por muito tempo, pois em 1845 é relatado estar fixado em Mannheim e em 1846 em Berlim.
Em 1844 Dase calculou π com 200 dígitos decimais durante aproximadamente dois meses, um recorde na época, usando a fórmula de Machin:
{\displaystyle {\frac {\pi }{4}}=\arctan {\frac {1}{2}}+\arctan {\frac {1}{5}}+\arctan {\frac {1}{8}}.}
Também calculou uma tabela de logaritmos com 7 dígitos e estendeu uma tabela de fatoração de inteiros de 7.000.000 a 10.000.000.
Dase tinha poucos conhecimentos sobre a teoria matemática. O matemático Julius Petersen tentou ensinar-lhe alguns dos teoremas de Euclides, mas desistiu de seu intento ao constatar que sua compreensão estava além da capacidade de Dase.
Gauss contudo ficou positivamente impressionado com sua capacidade de cálculo, recomendando à Academia de Ciências de Hamburgo admitir Dase realizar trabalho matemático em tempo integral, mas Dase morreu pouco tempo depois.
O livro "Gödel, Escher, Bach" de Douglas Hofstadter menciona suas habilidades de calculador. "... he also had an uncanny sense of quantity. That is, he could just 'tell', without counting, how many sheep were in a field, or words in a sentence, and so forth, up to about 30."